# 1230

## Události
- královna Konstancie založila cisterciácký klášter Porta coeli (Brána nebes) v Předklášteří u Tišnova
- křesťanské státy Kastilie a León se sjednotily, aby mohly odolávat náporu Maurů
- byl založen cisterciácký klášter Valence

probíhající události
- 1228–1232 – Drentská křížová výprava
- 1223–1242 – Mongolský vpád do Evropy

## Narození
- ? – Petr z La Brosse, komorník francouzského krále Filipa III. († 30. června 1278)
- ? – Jindřich Kastilský, kastilský infant a římský senátor († 8. srpna 1303)
- ? – Adéla Holandská, holandská regentka († 9. dubna 1284)
- ? – Cecílie z Baux, savojská hraběnka († 1275)
- ? – Rudolf I. Bádenský, regent a následně markrabě bádenský († 19. listopadu 1288)
- ? – Siegfried I. Anhaltský, anhaltský hrabě († 1298)
- ? – Švarn, haličský kníže († 1270)

#### Pravděpodobně narození
- Matylda z Béthuné, flanderská hraběnka († 8. listopadu 1264)

## Úmrtí
Česko
- 2. června – Judita Přemyslovna, dcera Přemysla Otakara I. (* 1201)
- 15. prosince – Přemysl Otakar I., český kníže a král (* asi 1155/1167?)

Svět
- 30. ledna – Pelagio Galvani, portugalský benediktinský kardinál, právník, papežský legát a vůdce páté křížové výpravy (* 1165?)
- 13. května – Kazimír I. Opolský, kníže opolsko-ratibořský (* 1178/1179)
- 12. července – Markéta z Blois, burgundská hraběnka a regentka, hraběnka z Blois a z Châteaudun (* 1164/1170)
- 28. července – Leopold VI. Babenberský, vévoda štýrský a vévoda rakouský (* 1175/1176)
- 24. září – Alfons IX., král Leónu a Galicie (* 1171)
- 25. října – Gilbert z Clare, 5. hrabě z Gloucesteru, anglický šlechtic (* 1180)
- 24. listopadu – Matouš II. z Montmorency, francouzský konstábl a účastník křížových výprav (* ?)
- 23. prosince – Berengarie Navarrská, anglická královna jako manželka Richarda Lví srdce (* asi 1165)
- ? – Šmuel ibn Tibon, židovský lékař, filozof a překladatel (* 1150)
- ? – Perotinus Magnus, francouzský hudební skladatel (* 1160)
- ? – Svatý Siard, světec římskokatolické církve (* ?)
- ? – Urraca López de Haro, leónská královna (přibližné datum) (* asi 1160)

## Hlava státu
- České království – Přemysl Otakar I. – Václav I.
- Svatá říše římská – Fridrich II.
- Papež – Řehoř IX.
- Anglické království – Jindřich III. Plantagenet
- Francouzské království – Ludvík IX.
- Polské knížectví – Konrád I. Mazovský
- Uherské království – Ondřej II.
- Latinské císařství – Balduin II. a Jan z Brienne (císař-regent)
- Nikájské císařství – Jan III. Dukas Vatatzés